# Maccabi Ahi Nazareth
Maillots
Le Maccabi Ahi Nazareth Football Club (en hébreu : מועדון כדורגל מכבי אחי נצרת, et en arabe : نادي كرة القدم اخاء الناصرة), plus couramment abrégé en Maccabi Ahi Nazareth, est un club israélien de football fondé en 1967 et basé dans la ville de Nazareth.

## Historique
- 1967 : fondation du club

## Palmarès
| Compétitions nationales |
| --- |
| - Championnat d'Israël de deuxième division (1) : - Champion : 2002-03. - Championnat d'Israël de troisième division (1) : - Champion : 1997-98. - Vice-champion : 2005-06. |

## Personnalités du club

### Présidents du club
| - Kayed Abu Ayas - Rami Bazia | - Avudia Yusuf |

### Entraîneurs du club
| - Azmi Nassar (2002 - 2003) - Yehoshua Feigenbaum (2003) - Michael Kadosh (2006 - 2007) - Eli Mahput (2009) - John Gregory (2009 - 2010) - Tal Banin (2013 - 2014) - Shlomi Dora (2014) | - Rifaat Tourk (2015 - 2016) - Adham Hadiya (2017 - 2018) - Shlomi Dora (2018) - Motti Ivanir (2019) - Tal Banin (2019) - Nir Berkovich - Wissam Khalaila |